# Marcel Reich-Ranicki
Marcel Reich-Ranicki (2 de juny de 1920, Włocławek, Polònia - 2 de juny de 2013, Frankfurt del Main, Alemanya) fou un crític literari alemany d'origen jueu polonès, membre del grup literari Gruppe 47, a més d'antic diplomàtic i editor a la Polònia comunista. És considerat un dels crítics més influents en el camp de la literatura alemanya contemporània, i sovint se l'ha anomenat "Papa de la Literatura" (Literaturpapst) al seu país.

## Biografia
Marcel Reich-Ranicki nasqué amb el nom de Marceli Reich el 2 de juny de 1920 a Włocławek (Polònia). Son pare era David Reich, un comerciant polonès, i sa mare Helene Auerbach Reich, d'origen jueu alemany. Reich es traslladà amb la seva família a Berlín el 1929. Per la seva condició de jueu i polonès va ser traslladat a Polònia en l'anomenada Polenaktion del 28 d'octubre de 1938 juntament amb 12.000 altres jueus nascuts a Polònia. El novembre de 1940 Reich i els seus pares es trobaren atrapats en el Gueto de Varsòvia. Durant la temporada que va haver-hi de passar va treballar per al Judenrat com a traductor, i va col·laborar al mateix temps amb el diari Gazeta Żydowska en qualitat de crític de música. Es va casar amb la seva dona Teofila el mateix dia que foren traslladats al camp de concentració de Treblinka, d'on pogueren escapar el 1943. Els seus pares, però, no van sobreviure.
El 1944 es va unir a l'Exèrcit Popular Polonès on esdevingué membre del servei secret comunista de policia Urząd Bezpieczeństwa, treballant al departament de censura. Va esdevenir membre del Partit Polonès dels Treballadors el 1945.
Del 1948 al 1949 va ser cònsol general de Polònia a la vegada que treballador en intel·ligència (amb el pseudònim "Ranicki") a Londres. El 1949 va ser cridat novament a Polònia acusat de "cosmopolitisme" i trotskisme. Aleshores va començar a treballar a l'editorial oficial del Ministeri de Defensa Polonès, on va establir una secció on es publicava literatura d'autors contemporanis de la República Democràtica Alemanya. Més endavant va treballar autònomament escrivint i fent retransmissions de ràdio sobre literatura alemanya.
Frustrat per les contínues intrusions del poder a la Polònia comunista va emigrar el 1958 amb la seva dona i el seu fill a la República Federal d'Alemanya, on va començar a escriure per a diaris alemanys com Die Welt i el Frankfurter Allgemeine Zeitung. A Polònia publicava sota el nom de Ranicki, el seu nom en clau als serveis d'intel·ligència. Per consell de l'editor artístic del Frankfurter Allgemeine va adoptar el nom de Marcel Reich-Ranicki professionalment.
De 1960 a 1973 va ser crític literari del setmanari Die Zeit, publicat a Hamburg. Del 1973 a 1988 va ser el cap de la secció de literatura del Frankfurter Allgemeine. El seu successor fou Frank Schirrmacher. Avui en dia Reich-Ranicki és el redactor de la "Frankfurter Anthologie" del mateix diari. Entre 1968 i 1969 va donar classes a universitats dels Estats Units d'Amèrica. De 1971 a 1975 va ser professor visitant a les universitats de Stockholm i Uppsala. Des de 1974 té el títol de professor honorari de la Universitat de Tübingen. El 1990 va rebre el títol de professor visitant a la Universitat de Düsseldorf i el 1991 esdevingué professor visitant a la Universitat de Karlsruhe.
De 1988 a 2002 Reich-Ranicki ha estat presentador del programa televisiu Literarisches Quartett a la televisió pública alemanya ZDF, gràcies al qual ha esdevingut un nom conegut per tothom al país. Quan conclogué aquest programa en va començar un de nou on es parlava de llibres nous i antics enfront d'un públic present a l'estudi. A partir de la publicació del llibre Ein weites Feld de Günter Grass, membre del Gruppe 47 com ell mateix, Reich-Ranicki aparegué a la portada de Der Spiegel estripant el llibre de Grass. Malgrat aquesta desavinença, el crític publicà una ressenya molt favorable de l'obra següent de l'autor, A pas de cranc. Recentment ha publicat llibres sobre literatura nord-americana i literatura polonesa, i ha deixat de sortir sovint a la televisió.
El febrer de 2006 va ser nomenat Professor Honoris Causa per la Universitat de Tel-Aviv, que ha creat una càtedra de professor de literatura alemanya amb el nom del crític. El 2007 la Universitat Humboldt de Berlín li va donar un títol honorífic. Aquesta és la mateixa universitat on Reich-Ranicki havia volgut estudiar el 1938 i on no havia estat acceptat per ser jueu en l'època del nazisme.
L'octubre de 2008 va rebre un premi pel seu programa televisiu Literarisches Quartett, però el rebutjà i va fer un discurs contra l'estat de la televisió alemanya que va ser recollit en multitud de titulars. La seva autobiografia de 1999, Mein Leben, tracta sobretot la seva supervivència a la Segona Guerra Mundial, i ha estat dramatitzada i retransmesa per televisió l'abril de 2009. El seu fill Andrew Ranicki és professor de matemàtiques a la Universitat d'Edimburg. L'esposa de Marcel Reich-Ranicki, Teofila, va morir el 2011.

## Obres
- Literarisches Leben in Deutschland 1963
- Deutsche Literatur in Ost und West Piper 1963, DTV 1983 (revised)
- Literarisches Leben in Deutschland. Kommentare u. Pamphlete. Múnic: Piper 1965
- Wer schreibt, provoziert 1966, 1992
- Literatur der kleinen Schritte. Deutsche Schriftsteller heute. Piper 1967
- Die Ungeliebten. Sieben Emigranten. 1968
- In Sachen Böll. Ansichten und Einsichten. 1968, 1994
- Über Ruhestörer. Juden in der deutschen Literatur. Piper 1973.
- Nachprüfung, Aufsätze über deutsche Schriftsteller von gestern. Piper 1977, DTV 1980, 1990 (revised)
- (Ed.) Frankfurter Anthologie. Volume 1–29, Frankfurt: Insel 1978-2006
- Entgegnung, Zur deutschen Literatur der siebziger Jahre. Deutsche Verlags-Anstalt 1981
- Nichts als Literatur. Aufsätze und Anmerkungen. Reclam 1986
- Thomas Mann und die Seinen. Stuttgart: Deutsche Verlags-Anstalt 1987, ISBN 3-421-06364-8
- (Ed.) Deutsche Erzählungen des 20. Jahrhunderts. (5 volumes) 1991
- Der doppelte Boden. (Interviews with Peter von Matt) 1992
- Lauter Verrisse. Múnic: DTV 1993, ISBN 3-423-11578-5
- Die Anwälte der Literatur. Deutsche Verlags-Anstalt 1994
- Herz, Arzt und Literatur: Zwei Aufsätze. Ammann 1994
- Romane von gestern, heute gelesen II. 1918 - 1933. Fischer 1996
- Verweile doch - 111 Gedichte mit Interpretationen Insel 1999
- Mein Leben. Deutsche Verlags-Anstalt 1999, ISBN 3-423-13056-3 - The Author of Himself: The Life of Marcel Reich-Ranicki
- Der Fall Heine. DTV 2000, ISBN 3-423-12774-0
- (with Sigrid Löffler and Hellmuth Karasek) ... und alle Fragen offen. Das Beste aus dem Literarischen Quartett. Heyne 2000. ISBN 3-453-16506-3.
- (Ed.) Hundert Gedichte des Jahrhunderts. Insel 2001
- (Ed.) Ein Jüngling liebt ein Mädchen. Deutsche Gedichte und ihre Interpretationen. Insel 2001
- Ungeheuer oben. Über Bertolt Brecht. Aufbau 2001
- Deutsche Literatur in West und Ost. DTV 2002
- Sieben Wegbereiter. Schriftsteller des 20. Jahrhunderts. Múnic: Deutsche Verlags-Anstalt 2002, ISBN 3-421-05514-9
- Kritik als Beruf. Fischer 2002, ISBN 3-596-15577-0
- Über Literaturkritik. Deutsche Verlags-Anstalt 2002
- Erst leben, dann spielen. Über polnische Literatur. Wallstein 2002
- Lauter schwierige Patienten. List 2003
- Meine Bilder. Porträts und Aufsätze. Deutsche Verlags-Anstalt 2003, ISBN 3-421-05619-6
- Meine Geschichten. Von Johann Wolfgang Goethe bis heute. Insel 2003
- Unser Grass. Deutsche Verlags-Anstalt 2003, ISBN 3-421-05796-6
- Vom Tag gefordert. Reden in deutschen Angelegenheiten. DTV 2003, ISBN 3-423-13145-4
- Meine Geschichten. Von Johann Wolfgang von Goethe bis heute. Insel, 2003, ISBN 3-458-17166-5
- (Ed.) Meine Gedichte. Seit Walther von der Vogelweide. Insel 2003
- (Ed.) Hundert Gedichte des Jahrhunderts 2003
- (Ed.) Der Kanon. Die deutsche Literatur Erzählungen. Insel 2002-2006
- Sieben Wegbereiter: Schriftsteller des zwanzigsten Jahrhunderts. DTV 2004
- Goethe noch einmal: Reden und Anmerkungen. DTV 2004
- (Ed.) Meine Schulzeit im Dritten Reich. Erinnerungen deutscher Schriftsteller. DTV 2006
- Marcel Reich-Ranicki im Gespräch mit Wolfgang Koeppen. Suhrkamp 2006
- Der Mond über Soho: 66 Gedichte mit Interpretationen. (poems by Bertolt Brecht) Insel 2006
- Über Amerikaner. Von Hemingway und Bellow bis Updike und Philip Roth. DTV 2006
- Aus persönlicher Sicht. Gespräche 1999 bis 2006 Marcel Reich- Ranicki, Christiane Schmidt; DVA 2006
- Marcel Reich-Ranicki antwortet auf 99 Fragen. Insel 2006, ISBN 3-458-34888-3
- Herrlich wie am ersten Tag: 125 Gedichte und ihre Interpretationen Insel 2008
- Die Literatur, eine Heimat: Reden über und von Marcel Reich-Ranicki DVA 2008
- (Ed.) Mein Schiller Insel 2009
- (Ed.) Mein Lessing Hoffmann und Campe 2009
- Für alle Fragen offen: Antworten zur Weltliteratur 2009